# Grisakulls göl
Grisakulls göl är en sjö i Växjö kommun i Småland och ingår i Mörrumsåns huvudavrinningsområde.